# Ла Ру (Охајо)
Ла Ру (енгл. La Rue) град је у америчкој савезној држави Охајо.

## Демографија
По попису из 2010. године број становника је 747, што је 28 (-3,6%) становника мање него 2000. године.
| Група             | 2000.       | 2010.       |
| Белци             | 768 (99,1%) | 697 (93,3%) |
| Афроамериканци    | 0 (0,0%)    | 2 (0,3%)    |
| Азијати           | 0 (0,0%)    | 0 (0,0%)    |
| Хиспаноамериканци | 1 (0,1%)    | 28 (3,7%)   |
| Укупно            | 775         | 747         |